# Ma Chấn Quân
Ma Chấn Quân (tiếng Trung: 麻振军; sinh năm 1962) là Trung tướng Không quân Quân Giải phóng Nhân dân Trung Quốc (PLAAF). Ông hiện là Ủy viên dự khuyết Ban Chấp hành Trung ương Đảng Cộng sản Trung Quốc khóa XIX, Phó Tư lệnh Không quân Quân Giải phóng Nhân dân Trung Quốc, nguyên Tham mưu trưởng Không quân Quân Giải phóng Nhân dân Trung Quốc và Tư lệnh Không quân trực thuộc Quân khu Bắc Kinh.

## Tiểu sử
Ma Chấn Quân sinh năm 1962 tại Bình Dư, tỉnh Hà Nam. Ông từng đảm nhiệm chức vụ phi công Sư đoàn 2 Lực lượng Hàng không, Không quân trực thuộc Quân khu Quảng Châu; Trung đội trưởng; Đại đội trưởng; Trung đoàn trưởng Trung đoàn Su-27.
Tháng 5 năm 2000 đến năm 2005, Ma Chấn Quân đảm nhiệm chức vụ Sư đoàn trưởng Sư đoàn 2 lực lượng Hàng không, Không quân trực thuộc Quân khu Quảng Châu. Sau đó, ông được phân công làm Phó Tham mưu trưởng Không quân trực thuộc Quân khu Quảng Châu.
Năm 2008, Ma Chấn Quân được bổ nhiệm giữ chức Phó Tư lệnh Không quân trực thuộc Quân khu Tế Nam. Tháng 7 năm 2008, Ma Chấn Quân được phong quân hàm Thiếu tướng. Tháng 5 năm 2010, Ma Chấn Quân được điều động đến nhận công tác tại Không quân trực thuộc Quân khu Bắc Kinh giữ chức Tham mưu trưởng. Tháng 3 năm 2011, Ma Chấn Quân được bổ nhiệm làm Phó Tham mưu trưởng Không quân Quân Giải phóng Nhân dân Trung Quốc (PLAAF).
Tháng 8 năm 2012, Ma Chấn Quân được bổ nhiệm giữ chức vụ Tư lệnh Không quân trực thuộc Quân khu Bắc Kinh kiêm Phó Tư lệnh Quân khu Bắc Kinh. Tháng 8 năm 2013, Ma Chấn Quân được bổ nhiệm giữ chức Tham mưu trưởng Không quân Quân Giải phóng Nhân dân Trung Quốc (PLAAF). Sau đó, Ma Chấn Quân được phong quân hàm Trung tướng.
Ngày 24 tháng 10 năm 2017, tại Đại hội Đảng Cộng sản Trung Quốc lần thứ XIX, Ma Chấn Quân được bầu làm Ủy viên dự khuyết Ban Chấp hành Trung ương Đảng Cộng sản Trung Quốc khóa XIX. Tháng 12 năm 2017, ông được bổ nhiệm giữ chức vụ Phó Tư lệnh Không quân Quân Giải phóng Nhân dân Trung Quốc (PLAAF).